# Curzon Dax
Curzon Dax is een personage uit het Star Trek universum, uit de serie Star Trek: Deep Space Nine. Curzon Dax werd gespeeld door de Amerikaanse acteur Frank Owen Smith. Curzon Dax was een Trill: een samengesteld wezen bestaande uit een humanoïde gastlichaam met in dat lichaam een kleine symbiont.

## Biografie
Curzon Dax was tussen 2285 en 2367 het zevende Trill gastlichaam voor de Dax symbiont. Hij was een onderhandelaar en ambassadeur van de Verenigde Federatie van Planeten. Hij werkte mee aan de Khitomer akkoorden, de vredes- en samenwerkingsverdragen tussen het Klingon Rijk en de Federatie. Later raakte hij bevriend met Benjamin Sisko, die hem steevast aansprak als old man. Nadat Curzon in 2367 stierf, kreeg de Trill Jadzia zijn Dax symbiont, waarna ze Jadzia Dax heette. Sisko bleef Jadzia, ondanks dat zij een vrouwelijke Trill was, gewoon aanspreken als old man.